# Culcita coriacea
Espèce
Culcita coriacea est une espèce d'étoiles de mer de la famille des Oreasteridae.

## Description
Ce sont des étoiles très particulières, en forme de coussin rebondi, les cinq bras courts et épais n'étant que des triangles obtus émergeant d'un large disque central pentagonal. Cette espèce a cependant des bras plus marqués que les deux autres de son genre. 
Le corps peut mesurer jusqu'à 30 cm de diamètre, et sa coloration peut être variable, mais généralement jaunâtre (allant de crème à orange), avec des motifs sombres plus ou moins réguliers (dont des lignes sur la crête des bras), et des tubercules marron foncé grossièrement alignés. Sa peau est très rugueuse au toucher.

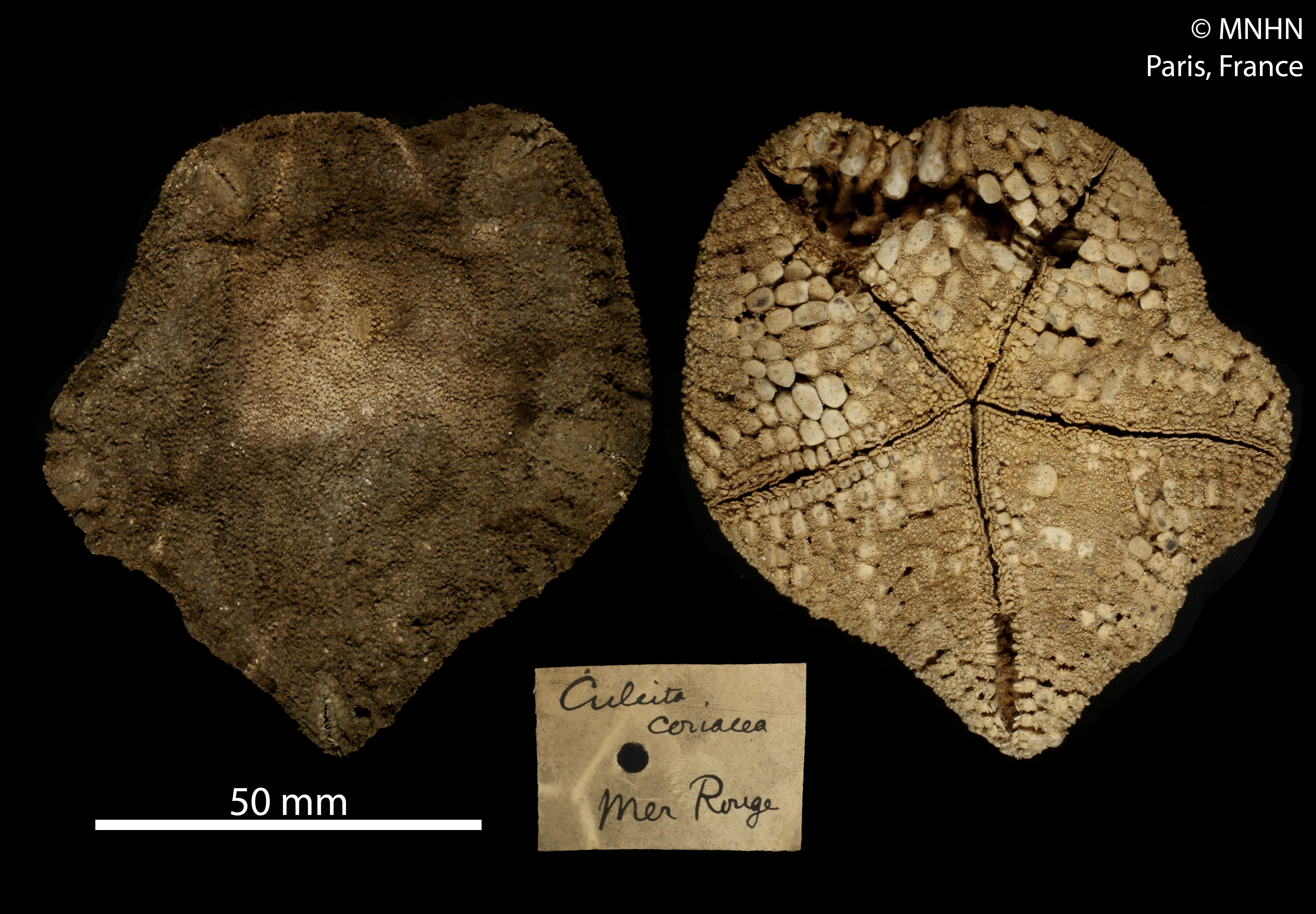
Holotype du MNHN.
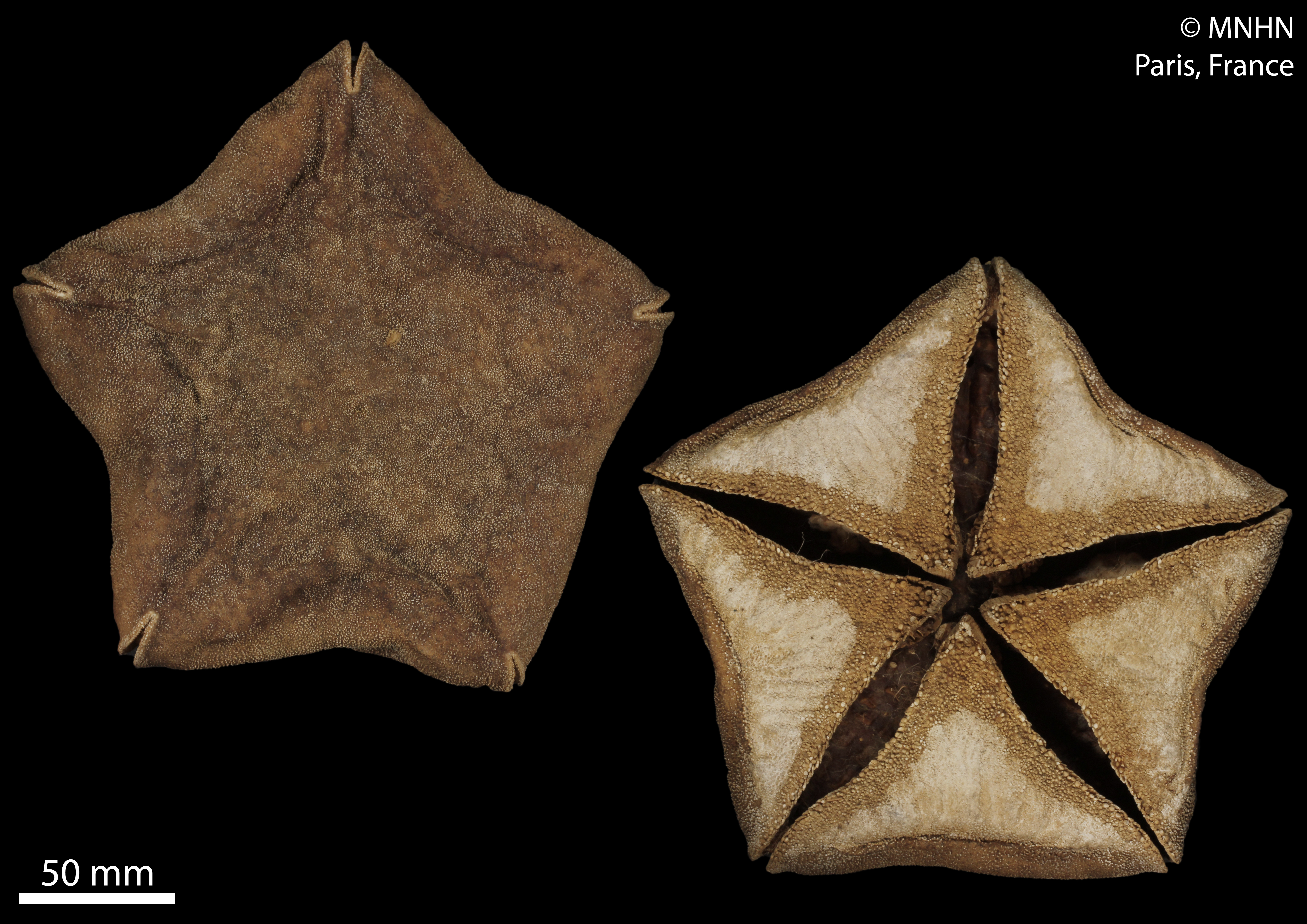
Autre spécimen séché au MNHN.

## Habitat et répartition
On trouve cette étoile dans les récifs coralliens de la Mer Rouge, du Golfe d'Aden et du Golfe d'Oman, de la surface à une trentaine de mètres de profondeur. Dans le reste de l'océan Indien, elle est remplacée par sa congénère Culcita schmideliana, et dans le Pacifique par Culcita novaeguineae, toutes deux d'apparence assez similaire mais tendant encore plus vers une forme sphérique. 

## Écologie et comportement
La reproduction est gonochorique, et mâles et femelles relâchent leurs gamètes en même temps grâce à un signal phéromonal, en pleine eau, où œufs puis larves vont évoluer parmi le plancton pendant quelques semaines avant de rejoindre le sol.
Cette étoile se nourrit en dévaginant son estomac par sa bouche. Son régime est très omnivore, et si dans les endroits pauvres elle peut se sustenter du biofilm bactérien qui recouvre le sédiment, elle est également capable de se nourrir des polypes du corail, mais aussi de cadavres ou de certains animaux benthiques plus lents qu'elle.